# Centrum Handlowe Ptak
Centrum Handlowe Ptak – znajdujący się w Rzgowie pod Łodzią największy ośrodek handlu odzieżą i tekstyliami w Polsce oraz jeden z największych w Europie. Centrum składa się z 8 hal targowych, mieszczących po kilkadziesiąt bądź więcej stanowisk. Skupia ono zarówno przedsiębiorców detalicznych, jak i hurtowników, swoje sklepy firmowe mają w nim także znane marki odzieżowe. W skład Centrum Handlowego Ptak wchodzą również znajdujące się po drugiej stronie trasy DK91 hale Ptak Expo, największy w środkowej Europie Outlet – Ptak Outlet, oraz Dom Mody Polskich Producentów Ptak Moda.
Przy kompleksie znajduje się parking na około 6 tysięcy samochodów. Komunikację zapewniają także autobusy MPK Łódź linii 50B i 56 oraz MZK Pabianice linii T.
Założycielem i właścicielem centrum jest przedsiębiorca Antoni Ptak.